# 北海道留萌高等学校

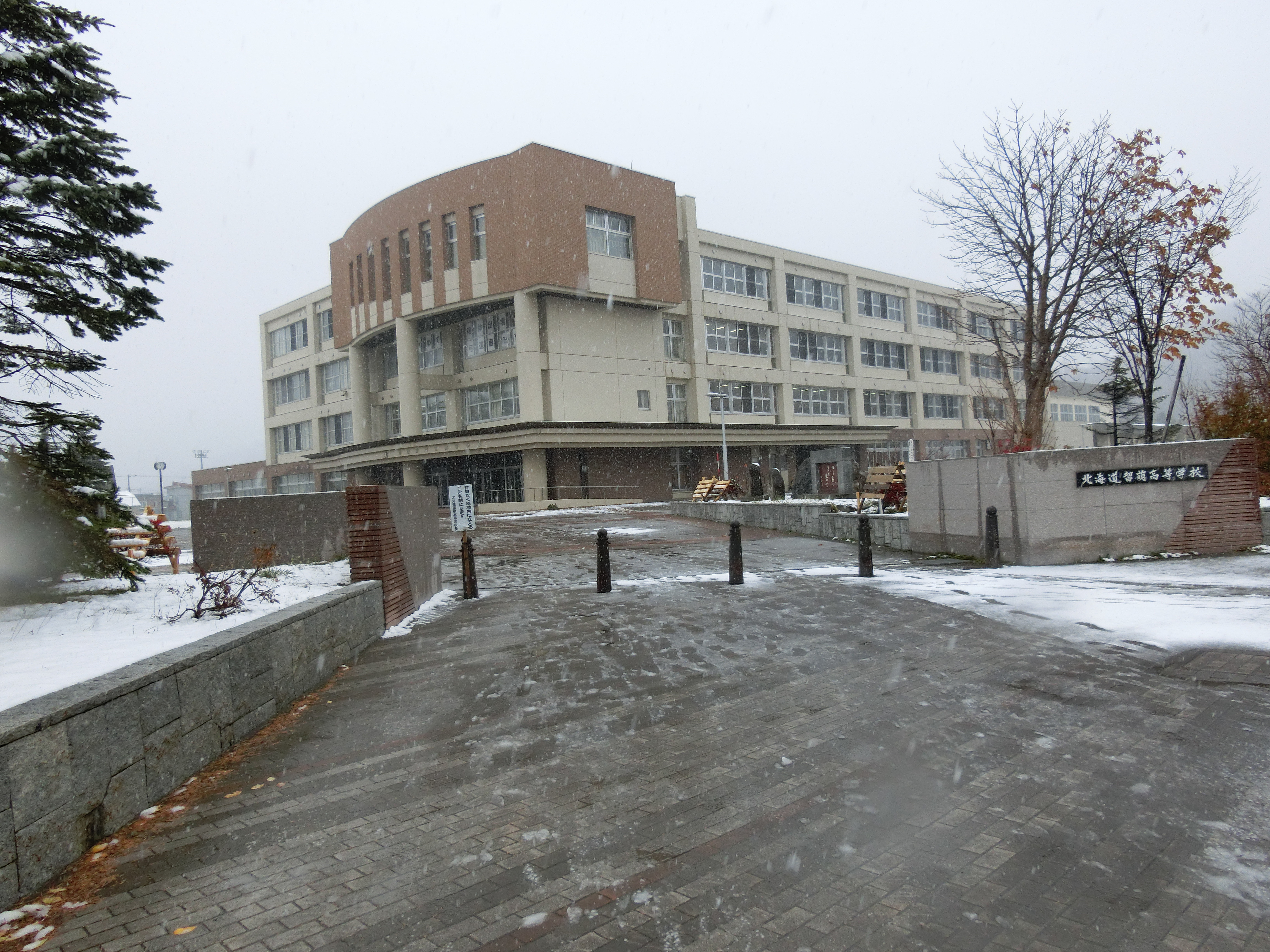
移転前（東雲町1丁目）の旧校舎（2016年11月撮影）

北海道留萌高等学校（ほっかいどう るもいこうとうがっこう、Hokkaido Rumoi High School）は、北海道留萌市千鳥町4丁目にある道立高等学校。全日制普通科、電気・建築科、情報ビジネス科がある。

## 概要
- 建学の精神は「流汗悟道」
- 旧制庁立中学、旧制庁立高女、旧制実業学校、旧制市立中学などを統合して設立されたため長らく北海道内最大の公立高等学校であったが、学区内の急速な人口減少が続き、現在では入学定員240人と中規模校になっている。
- 制服は昭和43年に廃止され、指定服として大正時代よりの制服である詰襟の学生服（男子）、1本線のセーラー服（女子）であった。平成30年度新入生からブレザーの制服に一新された。
- 校舎は当初市内千鳥町4丁目（現留萌中学校）に建てられたが、昭和46年にバンゴベ沼を埋め立て、市内大字留萌村字留萌（現東雲町1丁目）へ移転。平成30年に市内千鳥町4丁目（旧留萌千望高等学校）へ移転した。
- 旧制高等女学校の校舎は市内住ノ江町に建設された。
- 旧制家政学校は市内高砂町に存在していた。
- 同窓会組織「萌陵会」は市内のほかに道内（羽幌、旭川、札幌、函館、釧路、室蘭、小樽、帯広、北見、稚内など）および道外各地（東京、大阪、名古屋、仙台など）にある。

## 交通
留萌駅前より沿岸バス市内線、留萌高校通りで下車。

## 沿革

### 留萌町立留萌実科女子学校
- 1916年4月1日 - 教員養成のための留萌補習学校開校（第1回入学生男子11人、女子17人）専任教諭塚野ヤス。
- 1918年4月1日 - 留萌実科女子学校として創設される。初代校長佐藤季近。
- 1925年 - 留萌町立高等女学校（留萌高女）へ統合。

### 北海道立留萌女子高等学校
- 1919年4月1日 - 留萌町立留萌高等女学校開校。初代校長佐藤季近（兼任）。本科26人、補習科5人。
- 1925年 - 留萌実科女子学校、留萌家政学校と合併して北海道庁立留萌高等女学校（留萌高女）となる。
- 1929年 - 第2代校長及川滋度着任（兼任）
- 1930年 - 第3代校長前田繁蔵着任。
- 1933年 - なぎなた部全国大会出場
- 1935年 - 庁立留萌高等家政学校へ組織変更
- 1938年 - 第4代校長久慈治伸着任。
- 1939年 - 庁立留萌高等女学校に名称変更
- 1940年 - 浜中山の上に移転
- 1943年 - 北海道庁へ移管。第5代校長小橋桝住着任
- 1945年 - 第6代校長志賀義雄着任。入学志願者336名、合格者183名。
- 1948年 - 第7代校長柴六郎着任
- 1948年 - 学制改革により北海道立留萌女子高等学校となる。
- 1949年 - 北海道立留萌高等学校へ統合。

### 私立留萌家政学校
- 1919年4月1日 - 留萌家政学校開校。
- 1925年 - 留萌高女へ統合。

### 留萌市立高等学校
- 1944年 - 留萌町立中学校開校。
- 1948年 - 学制改革により留萌市立高等学校となる。
- 1954年 - 留萌高等学校へ統合。

### 留萌市立千鳥学院高等学校
- 1948年 - 留萌市立千鳥高等学院開校。
- 1950年 - 男子体操部全国大会出場
- 1951年 - 男子体操部全国大会出場
- 1952年 - 男子体操部全国大会出場
- 1953年 - 男子体操部全国大会出場
- 1954年 - 男子体操部全国大会出場
- 1955年 - 男子体操部全国大会出場
- 1956年 - 男子体操部全国大会出場
- 1957年 - 男子体操部全国大会出場
- 1958年 - 男子体操部全国大会出場
- 1959年 - 男子体操部全国大会出場
- 1960年 - 男子体操部高校総体学校対抗8位
- 1961年 - 留萌高等学校へ統合。

### 北海道鬼鹿高等学校
- 1950年 - 鬼鹿分校開校。
- 1953年 - 鬼鹿分校が鬼鹿高等学校として独立する。
- 1956年 - 鬼鹿高校小平分校開校。
- 1960年 - 鬼鹿高校達布分校開校。
- 1961年 - 鬼鹿高校本郷分校開校。
- 1977年 - 廃校。

### 北海道留萌工業高等学校
- 1948年 - 北海道立留萌高等学校工業科設置。
- 1949年 - 北海道立留萌高等学校建築科設置。
- 1955年 - 北海道留萌高等学校電気科設置。
- 1958年 - 北海道留萌高等学校機械科設置。
- 1965年 - 北海道留萌高等学校土木科設置。
- 1966年 - 北海道留萌工業高等学校独立
- 1966年 - 男子体操部全国大会出場
- 1967年 - 男子体操部全国大会出場
- 1968年 - スキー部ジャンプ全国総合4位
- 1968年 - 男子体操部全国大会出場
- 1969年 - スキー部ジャンプ全国総合7位
- 1977年 - 機械科募集停止。
- 1979年 - スキー部クロスカントリー全国総合8位
- 1984年 - 陸上部フィールド全国総合8位
- 1985年 - 陸上部フィールド全国総合5位
- 1986年 - 陸上部フィールド全国総合7位
- 1998年 - 閉校

### 北海道留萌千望高等学校
- 1998年 - 開校。留萌工業高等学校の生徒が転入学。
- 2005年 - 流通経済科を募集停止。
- 2007年 - 流通経済科を閉科。
- 2011年 - 電気システム科を募集停止。建設科を電気・建築科へ転換。
- 2018年 - 北海道留萌高等学校と統合

### 北海道留萌高等学校
- 1923年 - 留萌町農会所有地の留萌川蛇行域の月形湖から遷移した泥炭湿地である留萌原野に留萌町立留萌中学校開校。（2クラス103名入学）初代校長堀野林治。
- 1924年 - 入江克己らの寄進により道庁へ移管、北海道庁立留萌中学校となる。校訓「克忠克孝」を北大総長佐藤昌介により制定される。
- 同年7月2日、文芸雑誌「萌芽」第1号発刊（阿部貞夫ほか執筆）
- 1924年 - 7月2日生徒会機関誌第1号「萌芽」発行、現在の「萌陵」の原型。
- 1925年 - 2つ目の校訓「流汗悟道」を堀野校長により制定される。
- 1927年 - 【体育会】競泳部全国大会出場
- 1928年 - 【体育会】競技部全国大会出場（走り幅跳び菅原貞雄）　　【文化会】阿部貞夫、小樽高商競弁大会にて第3位入賞。
- 1929年 - 【体育会】競泳部全国大会出場
- 1930年 - 【体育会】剣道部全国大会出場、柔道部全道大会団体3位入賞
- 1930年 - 第2代元木省吾校長により校訓「克忠克孝」を「報本反始」に改められる。
- 1931年 - 詰め襟の制服を制定（袖に二本の白線）
- 同年 - 【体育会】弓道部全道大会団体優勝。柔道部全道大会団体4位入賞。
- 1932年 - 【体育会】競泳部全国大会出場、スキー部ジャンプ中部北海道大会個人優勝
- 1933年 - 優等生の桜花章廃止
- 同年　-【体育会】弓道部全道中等学校大会で団体3位入賞。剣道部全道大会団体ベスト8、和田勝太郎個人ベスト8。
- 1934年 - 【体育会】弓道部全国大会出場（全道優勝）
- 1935年 - 【体育会】スキー部（ジャンプ、クロカン）全国大会出場
　【体育会】体操部大西正保北海道大会優勝。
- 1937年 4月- 第3代校長原田種臣着任
- 同年【体育会】弓道部全道大会団体優勝　【体育会】第7師団管下学生射撃大会優勝
　　教職員の応召により自習が増える。
- 1938年4月 -第4代校長安宅喜太郎着任
- 同年【体育会】柔道部佐藤茂全国大会出場
- 1939年- 　父兄の寄進により鬼鹿村田代に学校林設置。
- 1940年4月 -第5代校長金木正雄着任。
- 同年【体育会】第7師団管下学生射撃大会優勝
- 1942年7月 -第6代校長宮田新一着任
- 同年【体育会】第7師団管下学生射撃大会優勝
　　人造石油工場への学徒動員始まる。
　　本校より初の国立第一高等学校法科合格者（増川暁児）
- 1943年4月 -第7代校長尾崎覚賢着任
- 同年 本校学生の陸海空軍学校への中途編入始まる。
　　北海道造船への学徒動員始まる。
- 1944年 - 応召により人手不足となった農村への援農始まる。
- 1945年3月28日 - 戦時非常事態により繰り上げ卒業実施。
　4月1日授業を停止し学徒隊結成、本土決戦に備える。
　9月6日　陸海空軍学校などへ編入した学生の復学が始まる。
　11月1日　自治会発足
- 1946年3月14日　留萌本線の脱線事故により本校学生25名が犠牲に。
- 1947年 - 第8代校長白岩教着任。
- 1948年 - 学制改革により北海道立留萌高等学校となる。
- 1948年 - 【文化会】新聞局高文連全国大会総合賞受賞
【体育会】スキー部アルペン高校総体総合7位
- 1949年 - 北海道立留萌女子高等学校と合併
- 1949年 - 【体育会】スキー部アルペン高校総体総合2位、剣道部高校総体出場
- 1950年 - 【体育会】スキー部アルペン高校総体総合5位、競技部高校総体出場（やり投げ、松村）
- 1950年 - 北海道留萌高等学校と改称。天塩分校天塩高等学校、羽幌分校羽幌高等学校独立
- 1951年 - 【体育会】スキー部アルペン高校総体総合8位、男子硬式テニス部ダブルス（小田島、佐藤）国体出場
陸上競技部個人全国大会出場（菅沢砲丸9位槍投げ14位、佐藤棒高跳び出場、松本槍投げ出場）
- 1952年 -生徒寄宿舎廃寮、生徒は民間下宿へ。
【文化会】新聞局高文連全国大会総合賞受賞
【体育会】スキー部アルペン高校総体総合6位、剣道部高校総体出場、女子バスケットボール部全国大会出場、女子体操部団体高校総体出場
- 1953年 - 【文化会】新聞局高文連全国大会総合賞受賞
【体育会】体操部団体高校総体出場、個人佐々木健14位、国体11位、陸上部佐藤潔100m高校総体出場
- 1953年 - 鬼鹿分校鬼鹿高等学校独立する。
- 1954年 - 【文化会】新聞局高文連全国大会総合賞受賞
【体育会】スキー部アルペン高校総体総合3位、体操部高校総体団体出場、個人総合2位岡田
- 1954年 - 留萌市立高等学校と合併、北海道最大の高等学校となる。
【体育会】体操部団体高校総体26位個人佐藤吊り輪15位
- 1955年 - 【文化会】新聞局高文連全国大会総合賞受賞
【体育会】スキー部アルペン高校総体総合5位、コンバインド個人優勝、
【体育会】男子体操部団体全国11位、女子体操部高校総体出場、陸上部女子200m永田高校総体出場
- 1956年 - 【文化会】新聞局高文連全国大会総合賞受賞
【体育会】女子体操部高校総体出場
- 1956年 - 【体育会】男子体操部団体全国大会出場、個人田中種目別CR6位
- 1957年 - 文化祭の入場客数が期間中延べ2万人突破
【文化会】新聞局高文連全国大会総合賞受賞
【体育会】女子体操部高校総体出場
- 1958年 - 【文化会】新聞局高文連全国大会総合賞受賞
【体育会】スキー部アルペン高校総体総合8位、女子体操部高校総体出場
- 1959年 - 【体育会】女子体操部高校総体出場
- 1960年 - 【体育会】スキー部コンバインド片野欽一全国高校スキー3位、女子体操部高校総体出場
- 1961年 - 【体育会】男子体操部個人（山田）、弓道部女子団体高校総体出場、陸上部女子高跳び阿部淳子高校総体12位
- 1962年 - 【文化会】新聞局高文連全国大会総合賞受賞
【体育会】陸上部男子やり投げ（小室）、女子高跳び（阿部）全国大会出場
【体育会】男子体操部個人（田中）高校総体出場
- 1963年 -下駄履き禁止、北大16名合格、札医大2名
【文化会】新聞局高文連全国大会総合賞受賞
【体育会】男子体操部、弓道部女子団体高校総体出場
- 1964年 -建築科1学級増設で1学年13学級となる。
【文化会】新聞局高文連全国大会総合賞受賞、放送局高分連全国大会出場
【体育会】男子体操部、弓道部男子、女子団体高校総体出場
- 1965年 -近隣の炭鉱閉山の影響で生徒数減、1,600名を切る。
【文化会】新聞局高文連全国大会総合賞受賞
【体育会】スキー部高校総体総合5位・アルペン7位・ジャンプ4位、男子体操部高校総体出場
- 1966年 - 留萌工業高等学校独立、1学年12学級に減
- 1966年 - 【文化会】新聞局高文連全国大会総合賞受賞
【体育会】空手道部団体型高校総体出場
- 1967年 - 【文化会】新聞局高文連全国大会総合賞受賞、吹奏楽部高文連全国大会出場
【体育会】スキー部ジャンプ高校総体総合2位・ノルディック7位、女子バレーボール部高校総体出場、空手道部団体型高校総体出場
- 1968年 - 【文化会】新聞局高文連全国大会総合賞受賞、放送局高文連全国大会出場
【体育会】スキー部ジャンプ高校総体総合優勝・ノルディック5位、女子回転熊倉きみえ3位、コンバインド加藤孝司6位、ジャンプ13位、高柳ジャンプ14位
【体育会】男子羽球部団体全国大会出場、女子弓道部団体高校総体出場
- 1969年 -千鳥町から東雲町へ新校舎移転、学生自治決定、校則廃止、制服廃止。
【文化会】新聞局高文連全国大会総合賞受賞
【体育会】スキー部ジャンプ高校総体総合6位、弓道部男子高校総体出場、空手道部団体型高校総体出場、羽球部女子ダブルス（山田、斉藤）全国大会出場
- 1970年 -卒業式が生徒により開催されるようになる。（国旗掲揚問題勃発）
【文化会】新聞局全国大会総合賞受賞
【体育会】スキー部ジャンプ高校総体総合5位、空手道部団体型高校総体出場
【体育会】男子羽球部団体全国大会出場、女子ダブルス全国大会出場
- 1971年 -頭髪、制帽着用の自由化、1年次の宿泊研修の開始。
【文化会】新聞局高文連全国大会総合賞受賞、放送局高文連全国大会出場
【体育会】硬式野球部全国選抜大会出場、スキー部高校総体ノルディック総合3位・ジャンプ8位・クロスカントリー8位、空手道部高校総体団体型出場、羽球部男子個人（上田）高校総体出場
- 1972年 - 【文化会】新聞局高文連全国大会総合賞受賞、吹奏楽部全日本吹奏楽コンクール銀賞受賞（5位）、放送局高文連全国大会出場、化学部全国大会で読売科学賞受賞。
【体育会】空手道部団体型高校総体出場
- 1973年 - 【文化会】新聞局高文連全国大会総合賞受賞
【体育会】空手道部団体型高校総体出場、女子羽球部団体高校総体出場
- 1974年 - 【文化会】新聞局高文連全国大会総合賞受賞
【体育会】スキー部ジャンプ全国総合7位、空手道部団体型高校総体出場
- 1975年 - 【体育会】弓道部女子団体全国3位、空手道部男子団体型高校総体5位、空手道部女子団体型高校総体出場
- 1975年 - 【文化会】新聞局高文連全国大会総合賞受賞、放送局高文連全国大会出場、吹奏楽部全日本吹奏楽コンクール銅賞受賞
【体育会】空手道部男女団体型、女子羽球部団体高校総体出場
- 1976年 - 【文化会】新聞局高文連全国大会総合賞受賞
【体育会】弓道部男子団体全国5位、空手道部男女団体型、女子羽球部全国大会出場
- 1977年 - 【文化会】新聞局高文連全国大会総合賞受賞
【体育会】女子バレーボール部、空手道部団体型、女子羽球部団体高校総体出場
- 1978年 - 【文化会】新聞局高文連全国大会総合賞受賞
【体育会】空手道部団体型高校総体5位、弓道部男子団体高校総体5位、女子羽球部団体高校総体出場
- 1979年 - 【文化会】新聞局高文連全国大会総合賞受賞
【体育会】空手道部男女団体型高校総体出場
- 1980年 - 【文化会】新聞局高文連全国大会総合賞受賞
【体育会】弓道部男子団体高校総体準優勝
- 1981年 - 1間口減（40クラス→39クラス、1,744人）
- 1981年 - 【文化会】新聞局高文連全国大会総合賞受賞
【体育会】空手道部団体型、放送局、女子羽球部団体高校総体出場
- 1982年 - 【文化会】新聞局高文連全国大会総合賞受賞
【体育会】空手道部団体型、女子羽球部団体高校総体出場
- 1983年 - 【文化会】新聞局高文連全国大会総合賞受賞
- 1984年 - 【文化会】新聞局高文連全国大会総合賞受賞、放送局全国大会出場
【体育会】弓道部男子団体国体優勝・高校総体ベスト8
- 1985年 - 1間口減（36クラス→35クラス、1,666人）
- 1985年 - 【文化会】新聞局高文連全国大会総合賞受賞、放送局高文連全国大会出場
【体育会】弓道部女子団体高校総体準優勝、空手道部団体型、弓道部男子団体高校総体出場
- 1986年 - 【文化会】新聞局、放送局高文連全国大会出場
- 1987年 - 【文化会】新聞局高文連全国大会出場
- 1988年 - 【文化会】新聞局高文連全国大会出場
- 1989年 - 【文化会】新聞局高文連全国大会出場
- 1990年 - 【文化会】新聞局高文連全国大会出場
- 1991年 - 【文化会】新聞局高文連全国大会出場
- 1992年 - 【文化会】新聞局高文連全国大会出場
　【体育会】弓道部女子団体高校総体出場
- 1993年 - 【文化会】新聞局高文連全国大会出場
- 1996年 - 2間口減（35クラス→31クラス、1,320人）
- 1997年 - 【体育会】男子バレーボール部春季選抜全国大会出場
- 1998年 - 1間口減（29クラス→28クラス、1,080人）
- 1998年 - 【文化会】アニメ同好会第7回全国高等学校漫画選手権大会3位入賞
- 1999年 - 2間口減（27クラス→24クラス、889人）
- 2002年 - 1間口減（21クラス→20クラス、765人）
- 2004年 - 新校舎落成（18クラス、690人）
　【体育会】全国高校スキー学校対抗ノルディック女子22位
- 2005年 - 【体育会】スキー部　全国高校スキーノルディック男子7位、全道高校スキー学校対抗6位
- 2006年 - 【体育会】スキー部　全国高校スキーノルディック男子10位、全道高校スキー学校対抗4位
- 2007年 - 【体育会】スキー部全国高校スキーノルディック男子8位
- 2008年 - 【体育会】スキー部学校対抗高校総合4位、クロスカントリー総合2位、ノルディック総合3位
- 2008年 - 【体育会】全国高校スキー学校対抗ノルディック男子16位、女子9位、全道高校スキー学校対抗男子優勝
- 2008年 - 定時制課程閉課
- 2008年 - 全日制課程普通科１学級減
- 2009年 - 【体育会】スキー部　全国高校スキー学校対抗ノルディック男子4位、女子17位、全道高校スキー学校対抗優勝
　【文化会】吹奏楽部（マーチングバンド"Blue Snow"）第37回マーチングバンド・バトントワーリング全国大会銀賞
- 2012年 - 【体育会】スキー部　全国高校スキーアルペン女子学校対抗14位、北北海道スキー学校対抗男子総合7位、女子6位
- 2013年 - 【体育会】スキー部　全国高校スキーアルペン女子学校対抗21位
- 2014年 - 普通科単位制へ移行(1年次より)
- 2014年 - 【文化会】吹奏楽部（マーチングバンド"Blue Snow"）第37回マーチングバンド・バトントワーリング全国大会出場
- 2018年 - 北海道留萌千望高等学校と北海道留萌高等学校との一斉統合により北海道留萌高等学校開校
- 2023年 - 【体育会】スキー部　全国高校スキー学校対抗男子総合18位、女子12位
- 【体育会】女子卓球部　インターハイ団体ベスト16

## クラブ活動

### 体育会系
- スキー部（アルペン） - 全国優勝（個人）
- スキー部（ジャンプ） - 全国優勝（個人、団体）、廃部。
- スキー部（ノルディック） - 全国大会総合4位、個人2位。
- 体操部（男子） - 全国大会入賞（個人、団体）。廃部
※OBに佐々木哲也（元日本代表）など
- 体操部（女子） - 全国大会出場（個人）。廃部
- 弓道部（男子） - 全国大会優勝（個人）入賞（団体）
- 弓道部（女子） - 全国大会優勝（個人、団体）
- 野球部 - 甲子園出場、全国最少失点記録
※OBに酒井司一塁手（元大昭和製紙富士）、本山拓生投手（日本製紙石巻）など
- バレー部（男子） - 春高バレー出場
※OBに都沢凡夫監督（筑波大学）など
- バレー部（女子） - 全国大会出場
- 剣道部（男子） - 全国大会出場（個人、団体）
- 剣道部（女子） - 全国大会入賞（個人）出場（団体）
- 空手部（男子） - 11年連続全国大会出場記録、全国入賞（個人）
- 空手部（女子） - 全国大会出場（個人、団体）
- 柔道部（男子） - 全国大会出場（個人、団体）
- 陸上部 - 全国大会入賞（個人）
- 羽球部（男子） - 全道大会入賞
- 羽球部（女子） - 全国大会出場（個人、団体）
- 競泳部 - 全国大会出場（個人）、廃部。
- ラグビー部 - 北北海道大会出場、廃部。
- ハンドボール部 - 全道大会出場
- テニス部（男子）
- 軟式テニス部（女子） - 北北海道大会出場（個人）
- バスケットボール部（男子） - 北海道新人大会出場
- バスケットボール部（女子） - 北海道新人大会出場
- なぎなた部（女子） - 全国大会出場、廃部。
- 卓球部 - インターハイベスト16（女子団体）、シングルスベスト32（女子個人）、全国大会出場（男子個人）

### 文化系
- 新聞局 - 全国大会総合賞
※OBに城戸元亮（毎日新聞元社長）、北川日出治（北海道新聞元社長）など
- 放送局 - 全国大会金賞
- 吹奏楽部 - 全国大会出場（昭和47年／昭和50年）
※OBに佐藤勝、ダン池田、森田公一など
※マーチングバンド"Blue Snow" - 全国大会出場（平成21年12月）
- 合唱部 - 全道大会出場
- 演劇部 - 全道大会出場
- 軽音楽部 - ヤマハポップスコンテスト入賞
- タイプライター部 - 全国大会出場、廃部
- 珠算部 - 全国大会出場、廃部
- 弁論部 - 全国大会入賞、廃部
- 将棋部 - 廃部
- 囲碁部 - 廃部
- 華道部 - 茶道部と統合され茶華部に
- 茶道部 - 華道部と統合され茶華部に
- 鉄道研究会 - 廃部
- アニメ同好会 - まんが甲子園3位

### 科学系
- 物理部 - 廃部、理科研究部へ統合
- 化学部 - 羽幌化学大会出展、廃部、理科研究部へ統合
- 生物部 - 廃部、理科研究部へ統合
- 地学部 - 廃部、理科研究部へ統合
- 理科研究部

## 著名な出身者

### 政治
- 相沢武彦（元衆議院議員・参議院議員・道議会議員）
- 中西俊司（留萌市長）

### 経済
- 菊地誠一（BS朝日社長、テレビ朝日取締役、元長野朝日放送社長）
- 赤尾昭彦（セイコーマート創始者、元社長）

### 学術
- 大原久友（畜産学者、元帯広畜産大学学長）
- 北畠典生（仏教学者、龍谷大学名誉教授、元学長、岐阜聖徳学園大学名誉教授、元学長）
- 戸塚学（スポーツ科学者、日本大学教授）
- 横濱茂之（建築学者、職業能力開発総合大学校東京校教授）
- 都沢凡夫（体育学者、筑波大学助教授、ユニバーシアード日本代表監督）

### 文化
- 森田公一（作曲家）『青春時代』
- 佐藤勝（作曲家）『若者たち』
- 石森史郎（脚本家、シナリオライター）
- 新谷行（詩人、アイヌ研究家）『アイヌ民族抵抗史』

### 芸能
- ダン池田（バンドマスター「ダン池田とニューブリード」）『芸能界本日モ反省ノ色ナシ』
- 藤田瞳子（女優）『3年B組金八先生』『仮面ライダーアギト』
- 上原子友康（ギタリスト、ロックバンド怒髪天）
- 掟ポルシェ（タレント、ミュージシャン、「ロマンポルシェ」メンバー）
- 城山堅（声優、演劇俳優）
- 藤田進（元東映俳優、スリーエフミュージック社長）
- 運上弘菜（元アイドル、元HKT48メンバー）
- 水野悠希（フリーアナウンサー）
- 成田敦子（フリーアナウンサー、元北海道文化放送アナウンサー）

### その他
- 石田明義（弁護士、札幌弁護士会所属）